# الغرإبيب (الشعر)

تعديل مصدري - تعديل

الغرابيب محلة تابعة لقرية رباط السريمة، التابعة لعزلة الوسط بمديرية الشعر إحدى مديريات محافظة إب في الجمهورية اليمنية، بلغ تعداد سكانها 107 حسب تعداد اليمن لعام 2004.